# Parananochromis
Parananochromis és un gènere de peixos de la família dels cíclids i de l'ordre dels perciformes.

## Distribució geogràfica
Es troba a Àfrica.

## Taxonomia
- Parananochromis axelrodi (Lamboj & Stiassny, 2003)[3]
- Parananochromis brevirostris (Lamboj & Stiassny, 2003)[3]
- Parananochromis caudifasciatus (Boulenger, 1913)
- Parananochromis gabonicus (Trewavas, 1975)
- Parananochromis longirostris (Boulenger, 1903)
- Parananochromis ornatus (Lamboj & Stiassny, 2003)[4][5][6][7][8]